# 中级-1型滑翔机

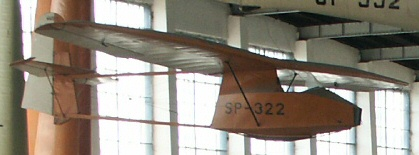
波兰航空博物馆中的IS-A Salamandra滑翔机

中级-1型是一种全木制单座教练滑翔机，为中国进口及仿制的波兰滑翔机。

## 原型
二十世纪30年代中期，波兰W.W.S.（Wojskowe Warsztaty Szybowcowe - Military Glider Workshops）的首席设计师Wacław Czerwiński设计了W.W.S. 1 Salamandra“火蜥蜴”式滑翔机，该机具有非常优异的操作性能，很适合作为飞行学员单飞后的首选训练机种。自1936年起波兰的很多工厂制造了大量“火蜥蜴”式滑翔机，受到广泛好评。1938年8月22日，该机在波兰创造了留空11小时15分的纪录，该纪录后来又被一名罗马尼亚飞行员以23小时留空时间刷新，但使用的滑翔机为罗马尼亚根据许可证生产的“火蜥蜴”。
在第二次世界大战期间，几乎所有波兰滑翔机和相关文档资料都被毁或失踪。战争结束后，只有一架“火蜥蜴”躲过了战火，被幸运地保存了下来，并被决定在它的基础上重新开始生产“火蜥蜴”滑翔机。 波兰滑翔研究所IS（Instytut Szybownictwa - Gliding Institute），对其进行了逆向工程。并在1947年首次制造出了5架，也是波兰战后生产的第一批滑翔机。1948年起开始批量生产，使用了新的型号IS-A Salamandra 48。1949年和1953年分别进行了改进，并用批号IS-A Salamandra 49型和IS-A Salamandra 53型加以区别。
“火蜥蜴”式滑翔机的结构为全木制，机翼和尾翼蒙布；有一个胶合板制成的单人座舱；后机身采用钢丝支撑的开放式框架结构；拥有一个十字形结构的尾翼；在机身、机翼、尾梁、尾翼等部分使用了大量张线。采用张线结构上单翼，在左右五分之一翼展处各有一个和机身底部相连的支架。机尾和机身下部装有木制滑橇式起落架。后期的改进型号中，49型加装了减速板，53型可选装风挡玻璃。在1953年版本中，还加大了水平尾翼，并陆续对以前的型号也做了同样的改进。“火蜥蜴”式滑翔机共有4个型号，分别是1936年开始生产的W.W.S.1 Salamandra；1948年生产的IS-A Salamandra 48型；1949年生产的IS-A Salamandra 49型；1953年生产的IS-A Salamandra 53型。

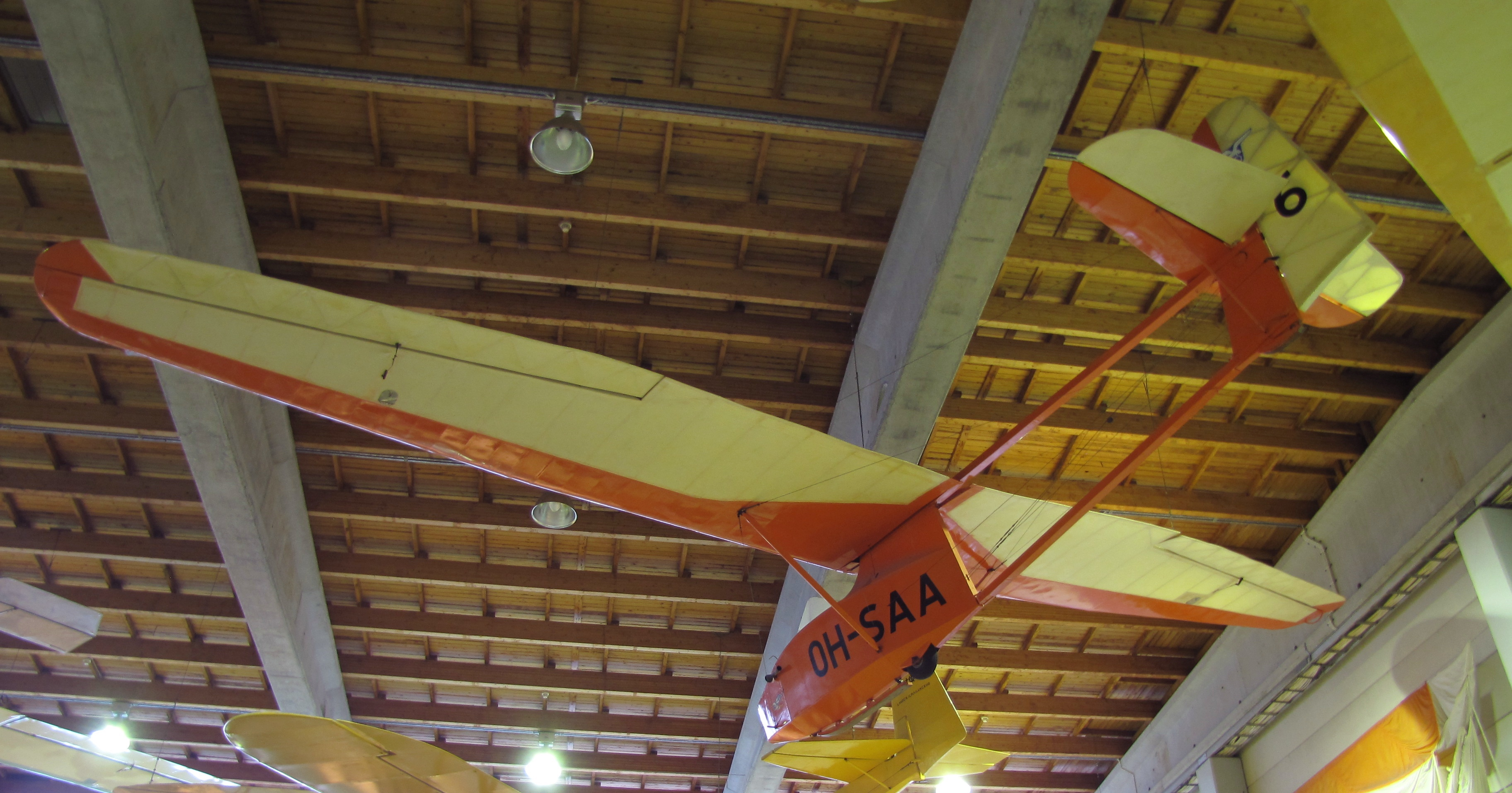
W.W.S. 1 Salamandra滑翔机

在二战前W.W.S. 1就被出口到了南斯拉夫，芬兰和爱沙尼亚。南斯拉夫生产过一款非常相似的滑翔机Čavka，芬兰则仿造了滑翔机PIK-5c。Czerwiński作为难民移民到加拿大以后，设计了一款改进的“火蜥蜴”，命名为Czerwiński Sparrow（麻雀），以及“麻雀”的改进型Czerwiński Robin（知更鸟）。

## 中国的引进与生产
中国于1956年12月29日进口了50架IS-A Salamandra 53-A型，在国内被称为中级-1型，后来根据许可证自行组装及生产了约150架。在该机基础上，中国还生产出了一种双座教练机，其中只有一个座位有座舱。

## 参数
| 指标           | 数值                    |
| -------------- | ----------------------- |
| 类型           | 初级滑翔机              |
| 乘员           | 1 人                    |
| 翼展           | 12.48 米                |
| 长度           | 6.48 米                 |
| 高度           | 2.3 米                  |
| 机翼面积       | 16.9 平方米             |
| 翼型           | Göttingen（哥廷根） 378 |
| 空重           | 140 公斤                |
| 最大起飞重量   | 225 公斤                |
| 动力装置       | 无                      |
| 最大平飞速度   | 150 千米/小时           |
| 失速速度       | 43 千米/小时            |
| 滑翔比（最大） | 15.2（56千米/小时）     |
| 下沉率         | 0.81 米/秒              |